# Agrosylvopastoralisme
L’agrosylvopastoralisme est une méthode d'agriculture qui concilie les arbres, la production végétale et la production animale.
Elle est parfois aussi intégrée dans les processus de lutte contre les incendies de forêt ou comme « éléments de stratégie d'élevage valorisant des espaces à faibles potentialités ligneuses », selon la plus ou moins grande « disponibilité pastorale » (notion rendant compte de la capacité de la végétation à être utilisée par les animaux, en tenant compte de la saisonnabilité).